# Oistins
Oistins é uma cidade de Barbados, a principal da paróquia de Christ Church, com uma população de 2,285 habitantes em 2013.

## História
Em um contexto histórico, Oistins era conhecido por ser o local da carta do Tratado de Oistins Barbados, que se pensa ter sido assinada no local da Pousada da Sereia, em 17 de janeiro de 1652. O tratado era para encerrar formalmente as lutas entre colonizadores colonos de Barbados e da Comunidade Inglesa sobre o direito de Barbados de negociar com a Holanda controlada pelos espanhóis, entre outras demandas. Posteriormente, Oistins tornou-se o local da igreja paroquial anglicana de Christ Church , o antigo hospital distrital de Christ Church e a antiga estação submarina da Guarda Costeira de Barbados. Nas proximidades, muitos trabalhadores do Projeto HARP de Gerald Bull viviam nos arredores de Oistins e do aeroporto próximo.

## Turismo

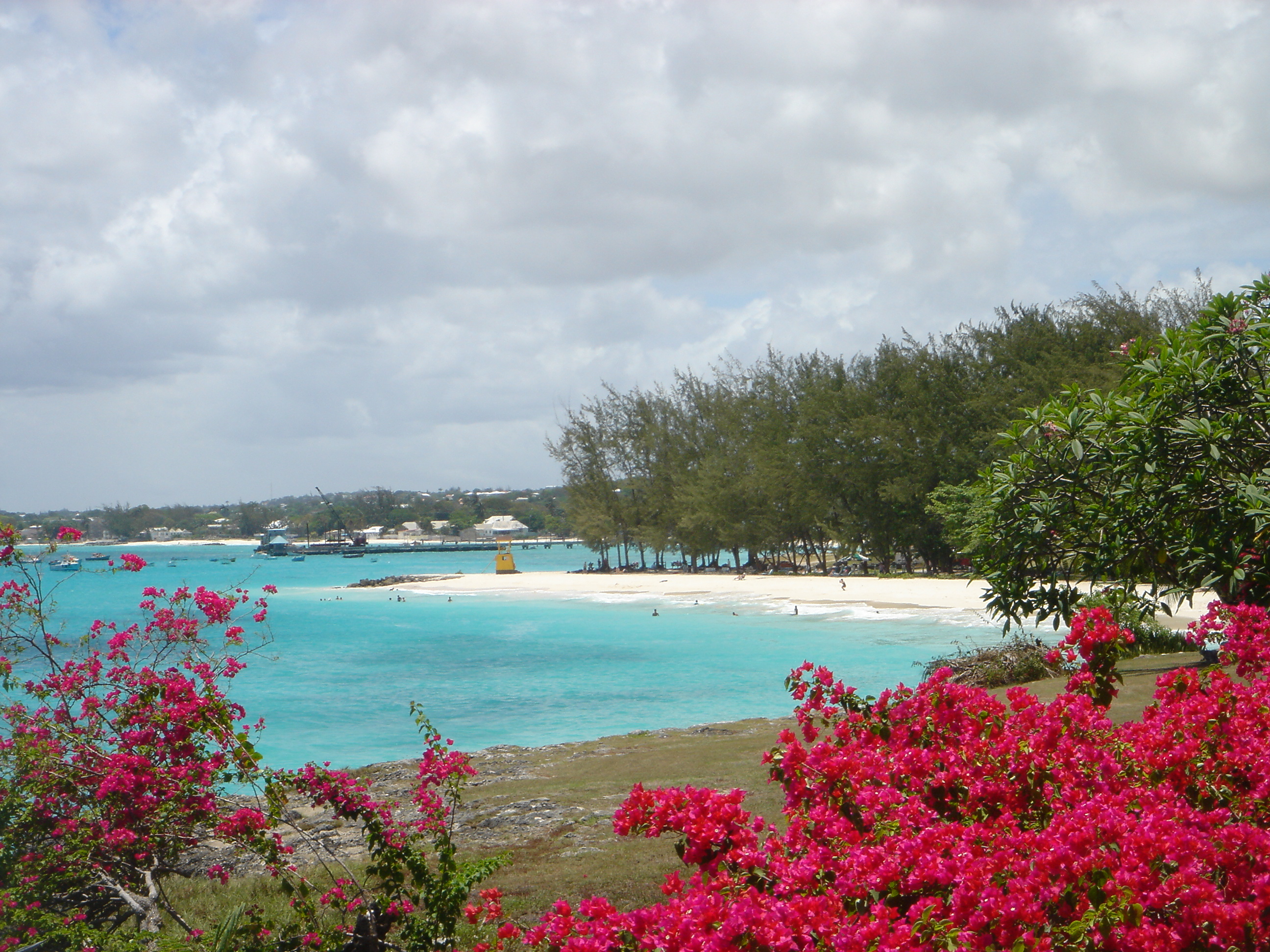
Miami Beach em Oistins, Barbados

Uma tradição se desenvolveu no final do século 20 para os turistas em Oistins se juntarem aos locais na sexta à noite (e um pouco mais calmo na noite de sábado) Fish Fry and "lime" (reunião social), que vê muitas barracas de comida e bebida vendendo fritos refeições de peixe e artesanato local, tudo ao som de música alta, enquanto os habitantes mais velhos praticam danças mais tradicionais. A área é bastante próxima de muitos dos hotéis da costa sul de Barbados e tem várias praias, por exemplo, Miami Beach .

## Economia
A área compreende uma vila de pescadores e uma área turística com uma coleção de bares, lojas de rum e galerias comerciais.